# Chad Henne
Chad Steven Henne (* 2. Juli 1985 in Wyomissing, Pennsylvania) ist ein ehemaliger US-amerikanischer American-Football-Spieler auf der Position des Quarterbacks. Er spielte zuletzt für die Kansas City Chiefs in der National Football League (NFL). College Football spielte er von 2004 bis 2007 für die Michigan Wolverines.
Im NFL Draft 2008 wurde Henne von den  Miami Dolphins in der zweiten Runde ausgewählt. Ab der Saison 2008  stand er bei dieser Mannschaft unter Vertrag. Ab September 2009 übernahm er die Rolle des Starting-Quarterbacks, nachdem Chad Pennington verletzungsbedingt für den Rest der Saison ausfiel. Als Left Tackle drafteten die Dolphins Jake Long in der ersten Runde der NFL Draft 2008, der schon für die Wolverines als Left Tackle von Chad Henne agierte.
Am ersten Spieltag der Saison 2011 warf Henne erstmals in seiner Karriere für mehr als 400 Yards. Sein Gegenüber Tom Brady von den New England Patriots warf im selben Spiel 517 Yards – ebenfalls eine persönliche Bestleistung und neuer Rekord für die Patriots. Mit zusammen 933 Yards stellten die beiden einen NFL-Rekord auf.
Ab 2018 stand Henne als Backup für Patrick Mahomes bei den Kansas City Chiefs unter Vertrag. Seinen bedeutendsten Einsatz für die Chiefs hatte Henne im Play-off-Spiel in der Divisional Round gegen die Cleveland Browns am 17. Januar 2021, als Mahomes das Feld im dritten Viertel wegen des Verdachts auf eine Gehirnerschütterung hatte verlassen müssen. Beim Stand von 22:17 konnte Henne knapp zwei Minuten vor Schluss bei 3rd&14 mit einem Lauf bis auf wenige Inches an ein neues First Down herankommen. Im darauf folgenden Fourth Down sicherte er mit einem kurzen Pass auf Tyreek Hill den Sieg der Chiefs. Mit den Chiefs gewann er in der Saison 2019 den Super Bowl LIV gegen die San Francisco 49ers sowie in der Saison 2022 den Super Bowl LVII gegen die Philadelphia Eagles. Im Anschluss an den Super-Bowl-Sieg gegen die Eagles gab Henne sein Karriereende bekannt.